# Serge Lang

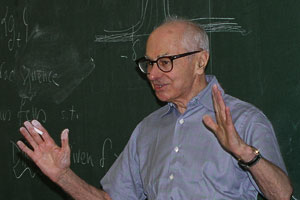
Serge Lang (2004)

Serge Lang (* 19. Mai 1927 in Saint-Germain-en-Laye bei Paris; † 12. September 2005 in Berkeley, USA) war ein französisch-amerikanischer Mathematiker. Er lebte den größten Teil seines Lebens in den USA. Bekannt wurde er vor allem durch seine Arbeiten zur Algebraischen Geometrie und Zahlentheorie und als Autor vieler Lehrbücher. Er war Mitglied des Autorenkollektivs Nicolas Bourbaki.

## Leben und Werk
Lang wuchs in Saint-Germain-en-Laye in der Nähe von Paris auf. Sein Vater war Geschäftsmann und seine Mutter die Konzertpianistin Helene Schlepianoff. Er hatte einen Zwillingsbruder, der Basketball-Coach wurde, und eine Schwester, die Schauspielerin wurde. Nach der teilweisen Besetzung Frankreichs durch deutsche Truppen emigrierte seine Familie mit ihm in die USA. 1946 erwarb Lang einen Bachelor in Physik am California Institute of Technology. Nach Ableistung eines 18-monatigen Wehrdiensts bei der US-Army von 1946 bis 1947 (bei dem er teilweise in Italien und Deutschland stationiert war) studierte er an der Princeton University, wo er 1951 unter Emil Artin, dessen Gesammelte Werke er auch später mit herausgab, mit einer Arbeit zum Thema On Quasi Algebraic Closures promoviert wurde. Im gleichen Jahr erhielt er dort seine erste Dozentenstelle.
Von 1952 bis 1953 war er am Institute for Advanced Study in Princeton tätig; es folgte bis 1955 eine Dozentur an der University of Chicago. Ab 1955 hatte er eine langjährige Professur an der Columbia-Universität mit Gastprofessuren an den Universitäten Harvard und Princeton. Nachdem er aufgrund eines Protests an der Columbia-Universität kündigte, lehrte er ab 1972 in Yale, bevor er sich 2005 zur Ruhe setzte.
Sein Hauptarbeitsgebiet war die diophantische Geometrie (ein Wort, das er selbst geprägt hat), also das Verbindungsgebiet zwischen Zahlentheorie und Algebraischer Geometrie. Hier ist er auch für sein Talent, die richtigen Fragen zu stellen, seine zahlreichen Vermutungen, bekannt. In den 1950er Jahren beschäftigte er sich u. a. mit den geometrischen Analoga der Klassenkörpertheorie (das heißt, er studierte diese über Funktionenkörpern statt über Zahlkörpern wie im klassischen Fall), in den 1960er Jahren u. a. mit der Theorie diophantischer Approximationen und der Theorie transzendenter Zahlen. Später arbeitete er u. a. über die Konstruktion von Zahlkörpern mit Modulfunktionen (modular units) und Rolf Nevanlinnas Wertverteilungstheorie.
Lang hatte ein sehr lebhaftes und sehr kommunikatives Naturell, bisweilen konnte er auch „in die Luft gehen“ und warf z. B. mit Kreide nach Studenten, die an der Tafel Fehler machten – eine Angewohnheit, die er offensichtlich von seinem Lehrer Emil Artin übernahm. Obwohl sein Hauptinteresse der Mathematik galt, beteiligte er sich auch an nicht-mathematischen Kontroversen, z. B.:
- Samuel P. Huntingtons Behauptung, Südafrika wäre eine „zufriedene Gesellschaft“ (Political order in changing societies. 1968), wobei Lang vor allem die in seiner Sicht pseudo-mathematischen Argumente Huntingtons störten. 1986 organisierte er eine (erfolgreiche) Kampagne, um dessen Aufnahme in die National Academy of Sciences zu verhindern, in die er selbst im Jahr zuvor gerade gewählt worden war.
- Er äußerte sich auch zu (angeblichen) Fälschungen in der Wissenschaft, z. B. um den „Fall Baltimore“. Der Biochemiker und Nobelpreisträger David Baltimore hatte sich hinter eine Mitarbeiterin und Koautorin gestellt, die der Fälschung von Daten verdächtigt wurde, und wurde dazu gezwungen, als Präsident der Rockefeller-Universität zurückzutreten.
- Zur Frage der Ursache von AIDS. Bei seiner Aids-Debatte ging es ihm weniger um Zweifel über die Ursache der Krankheit, als darum, dass er den Verdacht hegte, die US-Gesundheitsbehörde würde aus politischen Gründen Einfluss auf die Forschung nehmen und bestimmte alternative Forschungsansätze unterdrücken.
- Ein Fragebogen, mit dem die Sozialwissenschaftler Ladd und Lipset 1979 die amerikanischen Professoren befragten, ärgerte ihn so, dass er ein ganzes Buch (The File 1981) darüber schrieb.

Er legte zu den ihn interessierenden Streitthemen, während der oft jahrelangen (brieflichen und telefonischen) Diskussionsprozesse, lange Dossiers (seine „Files“) an, die er auch teilweise veröffentlichte (sein Buch Challenges). Aus Protest gegen das Vorgehen der Universität gegen Vietnamkriegs-Gegner trat er 1971 von seiner Professorenstelle an der Columbia-Universität in New York zurück. Ende 1966 unterstützte er auch die Kandidatur des linksgerichteten Journalisten Robert Scheer für die Repräsentantenhaus-Vorwahlen der Demokraten in Kalifornien, der zwar knapp verlor, aber z. B. in Berkeley die Mehrheit bekam (auch darüber schrieb Lang ein Buch). Notorisch bekannt war er auch bei den Herausgebern mathematischer Zeitschriften, denn Kritik oder gar Zurückweisung von Artikeln überging er nie kommentarlos.
1996 trat Lang nach einer Kontroverse, bei der es um seine Ansichten zu AIDS und HIV ging anlässlich eines Artikels in den „Notices of the AMS“ über die mathematische Behandlung der AIDS-Epidemie, aus der American Mathematical Society (AMS) aus, der er fast 50 Jahre lang angehört hatte. Im Streit trennte er sich vorzeitig von der Bourbaki-Gruppe, der er ebenfalls lang angehörte. Ebenfalls um (gut präpariert) an Diskussionen in verschiedenen Fakultäten teilzunehmen, besuchte er regelmäßig über mehrere Jahrzehnte im Sommer die Universität Berkeley, wo er auch eine ständige Wohnung unterhielt. Mit seinen Ko-Autoren und Mitarbeitern telefonierte er täglich oft stundenlang, wobei er sie oft nur durch ein kurzes „It’s me“ begrüßte. Fast jährlich nahm er von 1956 bis 2003 an den von Friedrich Hirzebruch in Bonn organisierten „Arbeitstagungen“ teil.
In Mordell’s review, Siegel’s letter to Mordell, diophantine geometry and 20th century mathematics, Mitteilungen der DMV (Deutsche Mathematiker-Vereinigung) 1994, äußert er sich zur Ablehnung der damals in den 1960er Jahren neuen abstrakten Richtung der Mathematik in Frankreich und den USA durch Carl Ludwig Siegel in einem Brief an den mit ihm sympathisierenden Louis Mordell. Mordell hatte Serge Langs Diophantine Geometry verrissen und Siegel äußert sich zustimmend, er vergleicht diese Richtung mit dem „Wildern von Schweinen“ in einem schönen Garten oder dem Aufmarsch der SA-Sturmtruppen.
Seine zahlreichen Lehrbücher sind teilweise Standardwerke und manchmal sogar die (fast) einzigen Lehrbücher über ein bestimmtes Gebiet (z. B. seine Bücher über diophantische Geometrie und Arakelov-Geometrie). Beispielsweise wurde sein sehr einflussreiches Buch Algebra (zuerst 1965) zum Vorbild aller späteren Lehrbücher auf diesem Gebiet. Sein vielleicht meistverbreitetes Lehrbuch ist sein Undergraduate calculus. Es ging das scherzhafte Gerücht, „Bourbaki“ hätte aufgegeben, Bücher zu schreiben, weil Lang das übernommen hatte (eine Besprechung nannte ihn sogar einen „Ein-Mann-Bourbaki“). Sein Buch über Gruppen-Kohomologie entstand aus einem entsprechenden Bourbaki-Projekt.
Serge Lang war bekannt dafür, dass er sich um seine Studenten kümmerte. Er lud sie zum Essen und Musik hören ein, unterstützte einige von ihnen (wie auch andere Personen in Not) insgeheim finanziell. Zu seinen Doktoranden zählen u. a. Minhyong Kim, Stephen Schanuel, Marvin Greenberg, William Cherry und David Rohrlich. Er gab auch Vorlesungen für ein breiteres Publikum und für Schüler (aus einigen machte er Bücher). Die Musik war ein von ihm zeitweise intensiv betriebenes Hobby (er komponierte auch und spielte Klavier und Laute), das er aber zugunsten anderer Betätigungen von einem Tag auf den anderen aufgab.

## Auszeichnungen
- 1957–1958: Fulbright-Fellow
- 1959: Cole-Preis der American Mathematical Society
- 1999: Leroy P. Steele Prize der American Mathematical Society

## Zitate
I want to make people think. (zitiert nach Hirzebruch in seinem Nachruf in den Notices of the AMS)
Your notation sucks. (ein beliebter Kommentar Langs, falls ihn eine Darstellung störte)

## Werke
Serge Lang ist Autor von mehr als 50 Büchern und über 120 Artikeln.
Bücher:
- Collected papers, 5 Bde., Springer 2000

Bücher zur Einführung in die Mathematik:
- Mathe! – Begegnungen eines Wissenschaftlers mit Schülern, vieweg 1990
- Faszination Mathematik – ein Wissenschaftler stellt sich der Öffentlichkeit, vieweg 1989 (engl. Original The Beauty of doing mathematics – 3 public dialogues), Springer 1985, (u. a. über William Thurstons Klassifikation der dreidimensionalen hyperbolischen Mannigfaltigkeiten)
- Basic mathematics, Springer 1988

Bücher über Algebra:
- Algebra. 3. Auflage. Addison-Wesley 1993/Springer 2002 (besonders für dieses Buch erhielt er den Steele-Preis)
- Linear Algebra, Springer 1989
- Introduction to linear algebra, Springer 1997
- Undergraduate algebra, Springer 1990, 2. Aufl.
- Algebraische Strukturen, Göttingen 1979 (zuerst Algebraic structures 1967)
- Topics in the cohomology of groups, Springer 1986 (zuerst frz. Rapport sur la cohomologie des groupes, New York, Benjamin 1966)
- SL2(R), Springer 1985 (zuerst 1975) (u. a. Darstellungstheorie dieser Gruppen nach Harish-Chandra)

Bücher über Analysis, Differentialgeometrie, komplexe Analysis:
- A first course in calculus, Springer 1986, 5. Aufl. (zuerst 1964), 2001 als Short calculus
- Undergraduate Analysis, Springer 2005, 4. Aufl.
- Calculus of several variables, Springer 1996
- Complex analysis, Springer 1993
- Real and functional analysis, Springer 1993, 3. Aufl.
- Differential manifolds Springer 1985 (zuerst 1972), sowie als Differential and Riemannian manifolds, Springer 1996
- Fundamentals of differential geometry, Springer 1999
- An introduction to differentible manifolds, Springer 2002
- mit Cherry Topics in Nevanlinna Theory, Springer, Lecture Notes in Mathematics, 1990 (als Grundlage für das Verständnis von Paul Vojtas Beweis von Mordells Vermutung/Faltings’ Theorem)
- Introduction to complex hyperbolic spaces, Springer 1987
- mit Jay Jorgensen The heat kernel and Theta inversion on SL(2,C), Springer 2007 (Langs letztes Arbeitsgebiet)
- dies. Explicit formulas for regularized products and series, Springer 1994
- dies. Basic analysis of regularized products and series, Springer 1993

Bücher über Zahlentheorie, arithmetische Geometrie:
- Introduction to diophantine approximations, Springer 1995, bearbeitete Neuauflage (zuerst 1966)
- Introduction to algebraic number theory, Springer 1994, 2. Auflage (Algebraic Numbers erschien schon 1964 bei Addison-Wesley)
- Complex multiplication, Springer 1983
- Introduction to transcendental numbers, Addison-Wesley 1966
- Diophantine geometry, Springer 1990 (in der Reihe Encyclopaedia of mathematical sciences, Band 3 der Abteilung Number theory)
- Fundamentals of diophantine geometry, Springer 1983
- Cyclotomic fields, Band 1 und 2, Springer 1978, 1980, 2. Auflage in einem Band 1990 (mit Beitrag von Karl Rubin)
- mit Daniel Kubert Modular units, Springer 1981
- Introduction to Arakelov theory, Springer 1988
- mit Hale Trotter Frobenius distributions on GL2-extensions, Springer 1976

Bücher über algebraische Geometrie, Abelsche Varietäten, algebraische Funktionen, elliptische Kurven:
- Introduction to algebraic geometry, New York, Interscience, 1958
- Abelian varieties, Springer 1983 (zuerst 1959)
- mit William Fulton Riemann-Roch Algebra, Springer 1985
- Introduction to modular forms, Springer 1996, 2. Aufl.
- Elliptic functions. 2. Auflage. Springer 1985 (zuerst 1973)
- Elliptic curves- diophantine analysis, Springer 1978
- Introduction to algebraic and abelian functions. 2. Auflage. Springer 1982

Sonstige Bücher:
- mit Murrow Geometry – a high school course. 2. Auflage. Springer 1988
- Challenges, Springer 1998 (ein Buch mit einem Teil seiner Kontroversen)
- The File, Springer 1981

Einige Aufsätze und Übersichtsartikel:
- mit André Weil Number of points of varieties in finite fields, American Journal of Mathematics, 1954
- The group of automorphisms of the modular function field. With an appendix by P. Deligne. Invent. Math., Band 14, 1971, S. 253–254.
- On the zeta function of number fields. Invent. Math., Band 12, 1971, S. 337–345, * Digitalisat
- Unramified class field theory over function fields in several variables. Annals of Math., Band 64, 1956, S. 285–325 (für diese Arbeit erhielt er den Cole-Preis).
- Old and new conjectured diophantine inequalities, Bulletin American Mathematical Society, 1990, Nr. 1, S. 37.
- Higher dimensional diophantine problems, Bulletin American Mathematical Society, 1974
- Lang Die Wärmeleitung auf dem Kreis und Thetafunktionen, Elemente der Mathematik 1996
- Lang Primzahlen, Elemente der Mathematik 1992
- Lang Approximationssätze der Analysis, Elemente der Mathematik 1994
- Lang Die abc Vermutung, Elemente der Mathematik 1993
- Lang Some history of the Shimura-Taniyama-Weil conjecture, Notices AMS November 1995, Forum, mit einem indignierten Brief von Weil an Serge Lang

Einige Arbeiten von Lang, z. B. Report on diophantine approximations Bull.SMF 1965, Integral points on curves, Pub.Math.IHES 1960 sind online hier: numdam.org